# Флоке (медведица)

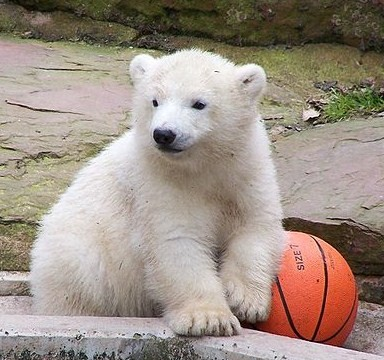
Флоке 9 апреля 2008 года — спустя день после своего официального первого появления на публике.

Флоке — самка белого медведя, родившаяся в неволе в Нюрнбергском зоопарке в Нюрнберге, Германия, 11 декабря 2007 года. Через несколько недель после рождения она была изолирована от своей матери после возникновения опасений за её безопасность. Хотя зоопарк установил строгую политику невмешательства в жизнь содержащихся в нём животным, чиновники зоопарка приняли решение, что заботиться о детёныше будут только смотрители. Это решение было принято в то время, когда зоопарк оказался в центре негативного внимания со стороны СМИ из-за информации, что другая самка белого медведя сожрала своих новорождённых детёнышей.
Как и Кнут, родившийся в неволе и выращенный смотрителями белый медвежонок из Берлинского зоопарка, Флоке («снежинка» на немецком языке) быстро стала сенсацией в СМИ. После её дебюта на публике 8 апреля 2008 года её имя стало торговой маркой зоопарка, её изображения появились в виде игрушек и на рекламных плакатах по всему городу. В мае 2008 года зоопарком было объявлено, что глава программы ООН по защите окружающей среды Ахим Штайнер станет официальным куратором Флоке, надеясь использовать медведицу в качестве «посла» содействия информированию об изменении климата. В конце 2008 года родившийся в России самец белого медведя по имени Распутин был доставлен в вольер Флоке с надеждой, что она таким образом сможет приобрести ценные навыки общения с представителем её собственного вида. В апреле 2010 года оба медведя были переселены в Маринленд на юге Франции.

## Младенчество и споры относительно судьбы

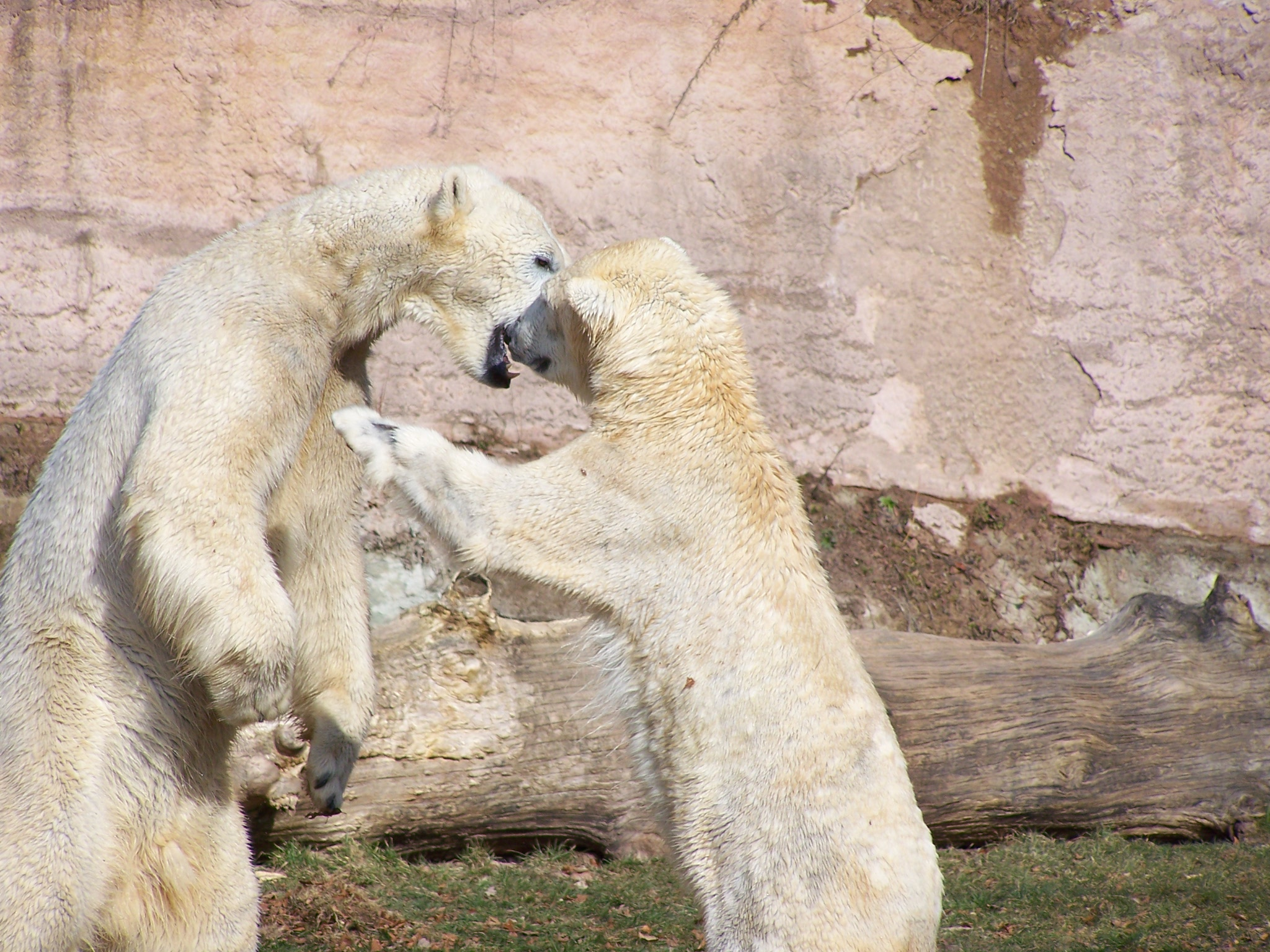
Феликс и Вера, родители Флоке.

Флоке родилась в Нюрнбергском зоопарке 11 декабря 2007 года у Веры (родилась в 2002 году в Москве) и Феликса (родился в 2001 году в Вене). Феликс также спаривался с сестрой Веры, Вильмой, которая родила несколькими неделями ранее в ноябре, по предположению смотрителей зоопарка, двух детёнышей. Смотрители, соблюдая установленную в зоопарке строгую политику невмешательства, не смогли определить, сколько именно у неё родилось медвежат. В зоопарке, по сообщениям, не хотели создавать «медиацирк», похожий на тот, что возник в окружении Кнута, осиротевшего белого медведя из Берлинского зоопарка, который стал международной знаменитостью в прошедшем году. Через несколько дней после того, как зоопарк подтвердил свою политику невмешательства, выходящая массовым тиражом ежедневная газета Bild опубликовала статью под заголовком «Почему никто не хочет спасти милых малышей-кнутов в Нюрнбергском зоопарке?».
В начале января сотрудники зоопарка заметили, что в поведении Вильмы появилась нервозность: её замечали взволнованно царапавшей свою кормушку, и уже давно не было заметно никаких признаков её детёнышей. Было высказано предположение, что она сожрала их. На вопрос о причине этого директор Нюрнбергского зоопарка Даг Энке заявил, что они могли быть больными: из-за этого обстоятельства белые медведи в дикой природе часто пожирают своих детёнышей. Зоопарк быстро столкнулся с резкой критикой СМИ по всей Германии и в различных странах мира за допущение смерти детёнышей. Директор германского Общества защиты животных заявил, что зоопарк действовал безответственно и что «дать белым медвежатам шанс на жизнь было этической обязанностью зоопарка. Использование аргумента „такова природа“ в качестве предлога для слишком позднего вмешательства цинично и неуместно». Разгневанные посетители собрались перед вольером белых медведей и выкрикивали слово «Rabenmutter» (буквально «мать-ворониха», то есть «злая мать») каждый раз, когда Вильма появлялась перед ними.
В это же время впервые была замечена вышедшая из берлоги Вера; её единственный детёныш, беспомощный и в возрасте всего четырёх недель, казалось, был здоров. Через пару дней после ответной реакции СМИ, последовавшей после исчезновения детёнышей Вильмы, Вера начала показывать признаки странного поведения: например, она проносила своего тогда ещё не имевшего имени детёныша по кругу вольера и неоднократно швыряла его на жёсткую каменистую поверхность. Обеспокоенная безопасностью детёныша администрация Нюрнбергского зоопарка приняла спорное решение изолировать детёныша от матери и заботиться о нём только силами сотрудников зоопарка.

## Популярность

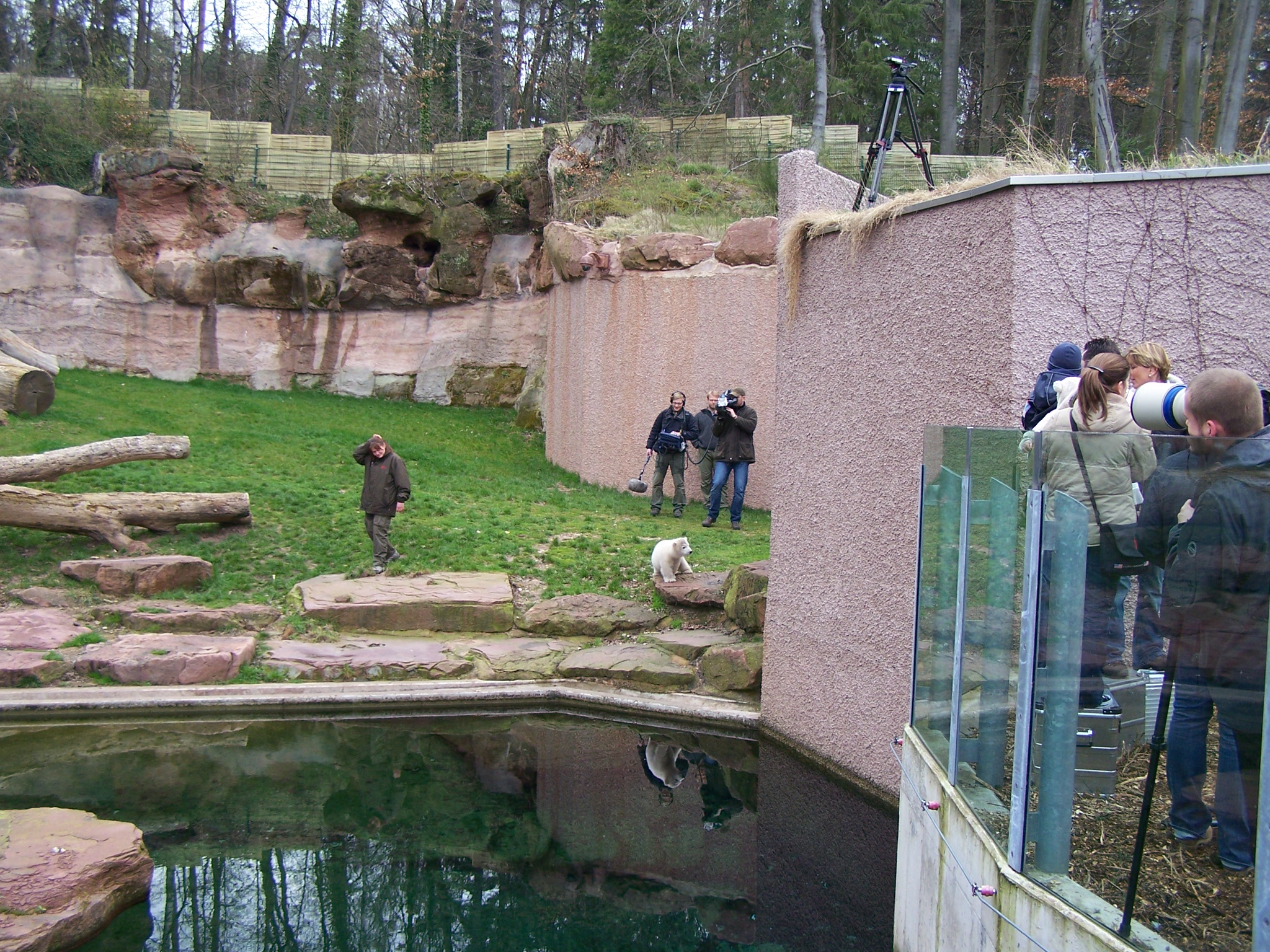
Репортёры и посетители наблюдают за игрой Флоке в её вольере.

Менее чем через неделю после того, как детёныш Веры был изъят из вольера белых медведей, зоопарк открыл посвящённый этому детёнышу веб-сайт. На этом сайте имели место частые обновления информации о её здоровье и развитии, а также выкладывались эксклюзивные фотографии и видео. На сайте также начался конкурс, в котором поклонники могли голосовать при выборе имени для детёныша. Официальное имя было объявлено 18 января 2008 года Ульрихом Мале, мэром Нюрнберга, его выступление транслировалось в прямом эфире по телевидению. Несмотря на большое количество отправленных по электронной почте со всего мира предложений с вариантами имени (в том числе Стелла, Кнутси, Сисси и Юки Чан), зоопарк официально назвал её Флоке, что в переводе с немецкого означает «снежинка». Имя «Флоке», уже широко использовавшееся в СМИ до официальной дачи ей имени, было кличкой, первоначально данной ей смотрителями в связи с её белым мехом.
СМИ во всех деталях сообщали о развитии Флоке во время первых нескольких месяцев её жизни. Четыре смотрителя по очереди осуществляли искусственное вскармливание детёныша, давая ей 140 миллилитров искусственного молока каждые четыре часа, а новость о первом открытии у неё глаз оказалась в заголовках газет за несколько дней до того, как она получила официальное имя. Пятью неделями ранее в статье газеты Bild она была названа «миссис Кнут» — в предположении, что два недавно родившихся в Германии белых медведя смогут стать парой, когда вырастут. По мере роста медведицы диета Флоке была дополнена кормом для собак, а когда ей исполнилось три месяца, ей стали даваться варёные кости, чтобы она смогла научиться жевать. Вскоре её доставили в бассейн зоопарка, чтобы она могла начать обучаться навыкам плавания. Администрация зоопарка ранее заявляла, что они искали другого осиротевшего детёныша белого или бурого медведя с целью растить его вместе с Флоке, дабы улучшить её развитие.
8 апреля 2008 года Флоке впервые появилась на публике в вольере для белых медведей, бывшем некогда домом для Вильмы; взрослая белая медведица была переведена в другой зоопарк. В первый день четырёхмесячного детёныша приветствовало более 160 журналистов и полдюжины международных съёмочных групп. В течение первой недели Флоке показывалась в короткие промежутки времени с перерывами в полдень. Ожидая пика в 20000 посетителей, администрация зоопарка оборудовала в это время смотровую площадку, способную принимать до 500 человек, в передней части вольера, но посещаемость оказалась ниже, чем первоначально ожидалось. В зоопарке использовались системы передачи видео и записи от Bosch Security Systems, передававшие изображение детёныша ТВ-качества в реальном времени на два 46-дюймовых (1200 мм) широкоформатных монитора. Эта система, которая включала в себя один экран с внешней стороны вольера, была реализована с целью удовлетворения потребностей посетителей зоопарка, желавших взглянуть на Флоке.
Вскоре после своего первого появления на публике, однако, Флоке оказалась в центре полемики, когда видный защитник животных Юрген Ортмюллер, глава Форума по охране прав китов и дельфинов, нанял адвоката, чтобы остановить «эксплуатацию» Нюрнбергским зоопарком белого медвежонка. Утверждая, что публичная демонстрация Флоке будет иметь пагубные последствия и что зоопарк заботится только о зарабатывании денег, Ортмюллер привлёк к делу известного адвоката Рольфа Босси, чтобы оспаривать решение зоопарка в суде.

## Мерчендайзинг и брендинг
Вскоре после спасения Флоке в январе администрация города предоставила права на брендинг её имени. Зоопарком впоследствии был выпущен официальный логотип с её изображением. Флоке стала частью крупного рекламной кампании в Нюрнберге, когда была изображена вместе с фразой «Кнут — вчерашний медведь» на плакатах в центральном регионе города. Эти плакаты были размещены на многочисленных автобусах и поездах, останавливавшихся по всему городу.
Названная в прессе «флокеманией» (аналогично с «кнутманией» в прошедшем году), популярность детёныша увеличилась в начале 2008 года. Её образ был использован для игр, дневников, мягких игрушек, DVD, открыток и других предметов. Первым подобным выпущенным продуктом стала основанная на Флоке настольная игра, изданная в феврале располагавшейся в Фюрте фирмой Noris-Spiele, подразделением компании Georg Reulein GmbH & Co. KG. Известная компания-производитель игрушек Steiff начала продавать разнообразные мягкие игрушки, основанные на Флоке, в мае того же года. Доход от товара в настоящее время направляется в зоопарк и в качестве финансирования программ по сохранению видов.

## Последующая известность
В апреле 2008 года зоопарк снизил степень контактов людей с детёнышем в надежде, что однажды она сможет сосуществовать с представителями своего вида, а не зависеть от человека. Став более независимым от своих смотрителей, Флоке, как сообщалось, часто весело играла сама по себе. Ей дали пластиковую «игрушку», похожую на детское зубное кольцо, привязанную к решётке на внутренней двери её жилища, которую она могла сосать во время отдыха. Это сосание вызывало у детёныша изгиб носа; её морда оставалась в такой форме в течение некоторого времени, прежде чем вернуться в нормальное состояние.

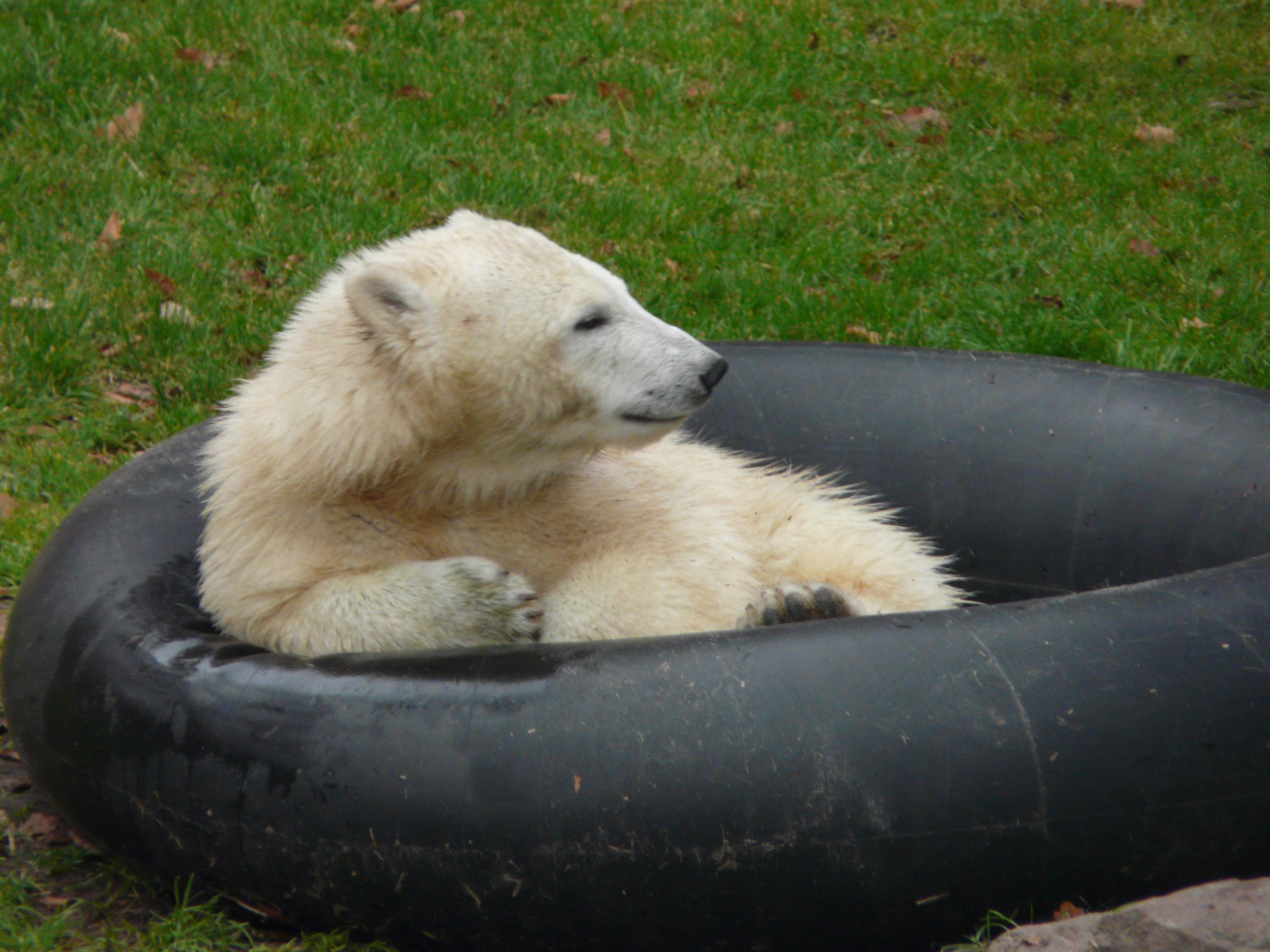
Флоке в своём вольере в октябре 2008 года.

Когда она достигла возраста шести месяцев, было сообщено, что Флоке, чей дневной рацион в то время состоял в основном из килограмма говядины, овощей и литра щенячьего молока, обеспечивал нормальный вес для её развития, равный 45 кг. Ветеринар зоопарка Бернхард Неврохр также отметил любовь к сладкому у медведицы, заявив, что «Флоке в восторге от винограда, дынь, киви и груш» и особенно любит бананы.
Глава программа ООН по защите окружающей среды Ахим Штайнер стал официальным куратором Флоке в мае 2008 года. Принимая эти обязанности, Штайнер признал усилия Нюрнбергского зоопарка в отношении локальной защиты климата, заявив: «Я счастлив, что мне было предложено стать „крёстным отцом“ для нюрнбергского белого медвежонка Флоке. Я искренне надеюсь, что в течение жизни мы сможем реализовать глобальную зелёную экономику».
В июне 2008 года стартовала новая кампания с постерами с участием Флоке: её целью было заявлено повышение информированности общественности о способности людей защитить климат Земли. Спонсировавшаяся Нюрнбергским зоопарком совместно с Нюрнбергским муниципалитетом кампания предусматривала размещение постеров с изображением Флоке и фразой «Защита климата начинается с дома». В зоопарке также была опубликована карманная брошюра с «участием» Флоке под заглавием «Маленькое руководство по защите климата». Цель этой брошюры — научить посетителей, как уменьшить свои выбросы углекислого газа. Нюрнбергский зоопарк в сентябре объявил, что в этом месяце Флоке посетил миллионный посетитель за 2008 год, что произошло на два месяца раньше, чем в прошедшем году. Хотя продажи билетов за год в связи с популярностью Флоке выросли, показатели их продаж не оправдали ожиданий администрации, бывших ещё выше. В том же месяце было объявлено, что детёныш, весивший тогда 60 килограммов, больше не будет иметь перерывы для отдыха в своём жилище и будет находиться в вольере в течение всего дня.

## Распутин и переезд во Францию
В конце ноября 2008 года Вера, мать Флоке, родила двух детёнышей от отца Флоке Феликса. Хотя Вера была в состоянии заботиться о новых детёнышах без помощи сотрудников зоопарка, директор Даг Энке сразу заявил, что детёныши имеют 50-процентный шанс на выживание. Через три недели после их рождения было сообщено, что оба медвежонка умерли от естественных причин один за другим с разницей в неделю. Энке выразил сожаление после смерти второго детёныша, сказав, что «Вера регулярно его кормила, и молодое животное всегда хорошо спало после этого; таким образом, была уверенность, что оно получает достаточное количество молока. Причина, по которой молодое животное умерло так быстро, неизвестна».
Белый медвежонок-самец по имени Распутин был перевезён из Москвы в Нюрнбергский зоопарк в декабре 2008 года для, как предполагалось, довольно длительного пребывания перед его перемещением на постоянное место жительства в зоопарк Аквариум-де-Мадрид. Первоначально предполагалось оставить его в Германии всего на год, но в итоге медведь-самец, называемый поклонниками «Распи», разделил вольер с Флоке. В зоопарке надеялись, что Распутин, который, в отличие от Флоке, был воспитан матерью, сможет научить их знаменитую медведицу взаимодействовать с представителями её собственного вида. Согласно заявлению, сделанному администрацией города, медведи «здорово ладят».
21 октября 2009 года администрация города Нюрнберга объявила, что Флоке и Распутин будут вместе перемещены во вновь построенный вольер в Маринеланде, расположенный в Антибе, Франция, в начале 2010 года. В связи с тесными отношениями между двумя медведями-подростками официальные представители Европейской программы сохранения видов приняли решение, что оба медведя должны оставаться вместе, несмотря на более ранние планы переместить в Мадрид только Распутина. Освободившийся вольер в Нюрнберге планировали использовать для размещения там родителей Флоке, Веры и Феликса, в надежде, что они смогут родить больше детенышей. Несмотря на активные усилия группы по защите прав животных PETA, стремившихся не допустить перемещения ввиду возможной угрозы благополучию Флоке и Распутина, оба медведя благополучно прибыли во Францию 22 апреля 2010 года. В 2014 году у них родился первый детеныш, получивший имя Хоуп, который впоследствии был перевезен в Швецию. В 2019 году у них родилась тройня, второй помет. 